# Townesoma taiwanicus
Townesoma taiwanicus är en stekelart som beskrevs av T.C. Narendran 1994. Townesoma taiwanicus ingår i släktet Townesoma och familjen kragglanssteklar.
Artens utbredningsområde är Taiwan. Inga underarter finns listade i Catalogue of Life.